# Curry Massaman
Massaman curry (Tailandés: แกงมัสมั่น kaeng matsaman o gaeng masaman pronunciaciónⓘ) es un plato de la cocina tailandesa que se elabora con pato, carne de vaca, pollo, tofú o cerdo. Generalmente se prepara con leche de coco, cacahuetes tostados, patatas, hojas de laurel, semillas de cardamomo, canela, azúcar de palma, salsa de pescado y salsa de tamarindo. Se trata de un curry que en su vertiente de carnes de vaca o pollo es muy popular entre la comunidad musulmana. Los mercaderes portugueses trajeron a Tailandia especias como la cúrcuma, la canela, el comino, los clavos y la nuez moscada desde Oriente Medio y la India. El plato se sirve con arroz y a veces con algo de jengibre encurtido o pepino y pimientos remojados en vinagre.

## Etimología
La palabra massaman significa musulmán. El plato proviene del sur de Tailandia, donde los musulmanes representan el 60% de la población. Tradicionalmente el plato no se prepara con cerdo debido a la prohibición islámica sobre comer su carne. Sin embargo, tras su introducción en el mundo occidental se cocina también con cerdo.
- Datos: Q301587
- Multimedia: Massaman curry / Q301587